# Kabinett Akbulut
Das Kabinett Akbulut war die 47. Regierung der Türkei, die vom 9. November 1989 bis zum 23. Juni 1991 durch Ministerpräsident Yıldırım Akbulut geleitet wurde. Nach dem Sieg der Mutterlandspartei (Anavatan Partisi; ANAP) bei der Wahl vom 29. Oktober 1987 hatte Turgut Özal eine neue Regierung gebildet. Am 31. Oktober 1989 wurde Özal zum  Staatspräsidenten der Türkei gewählt und gab daher das Amt des Ministerpräsidenten ab. Der stellvertretende Ministerpräsident Ali Bozer übernahm die Regierungsgeschäfte bis zur Wahl von Yıldırım Akbulut mit dem Kabinett Akbulut.
Aufgrund von Meinungsverschiedenheiten zur türkischen Irakpolitik während des Zweiten Golfkriegs trat Außenminister Mesut Yılmaz am 20. Februar 1990 vom Amt des Außenministers zurück. Im Juni 1991 wurde er in einer Kampfabstimmung zum neuen Vorsitzenden der ANAP gewählt. Akbulut trat daraufhin zurück. Am 23. Juni 1991 wurde daraufhin neuer Ministerpräsident mit dem Kabinett Yılmaz I.

## Minister
| Titel                                                              | Name                                                          | Partei                              | Amtszeit |
| ------------------------------------------------------------------ | ------------------------------------------------------------- | ----------------------------------- | --- |
| Ministerpräsident                                                  | Yıldırım Akbulut                                              | ANAP                                | |
| Stellvertretender Ministerpräsident                                | Ali Bozer                                                     | ANAP                                | 9. November 1989 – 21. Februar 1990 |
| Staatsminister                                                     |                                                               |                                     | |
| Kamran İnan                                                        | ANAP                                                          |                                     | |
| Güneş Taner                                                        | ANAP                                                          |                                     | |
| Cemil Çiçek                                                        | ANAP                                                          |                                     | |
| Işın Çelebi                                                        | ANAP                                                          |                                     | |
| Mehmet Keçeciler                                                   | ANAP                                                          |                                     | |
| Hüsnü Doğan                                                        | ANAP                                                          | 9. November 1989 – 28. Oktober 1990 | |
| Mehmet Yazar                                                       | ANAP                                                          | 9. November 1989 – 1. März 1991     | |
| Vehbi Dinçerler                                                    | ANAP                                                          |                                     | |
| Mustafa Taşar                                                      | ANAP                                                          |                                     | |
| Kemal Akkaya                                                       | ANAP                                                          |                                     | |
| Hüsamettin Örüç                                                    | ANAP                                                          |                                     | |
| İbrahim Özdemir                                                    | ANAP                                                          |                                     | |
| İsmet Özarslan                                                     | ANAP                                                          |                                     | |
| Ercüment Konukman                                                  | ANAP                                                          |                                     | |
| Justizminister                                                     | Oltan Sungurlu                                                | ANAP                                | |
| Verteidigungsminister                                              | Safa Giray Güneş Taner kommissarisch Hüsnü Doğan Mehmet Yazar | ANAP                                | 9. November 1989 – 19. Oktober 1990 19. Oktober 1990 – 28. Oktober 1990 28. Oktober 1990 – 22. Februar 1991 1. März 1991 – 23. Juni 1991 |
| Innenminister                                                      | Abdülkadir Aksu                                               | ANAP                                | |
| Außenminister                                                      | Mesut Yılmaz Ali Bozer Ahmet Kurtcebe Alptemoçin              | ANAP                                | 9. November 1989 – 21. Februar 1990 21. Februar 1990 – 12. Oktober 1990 13. Oktober 1990 – 23. Juni 1991                                 |
| Finanzminister                                                     | Ekrem Pakdemirli Adnan Kahveci                                | ANAP                                | 9. November 1989 – 29. März 1990 29. März 1990 – 23. Juni 1991                                                                           |
| Bildungsminister                                                   | Avni Akyol                                                    | ANAP                                | |
| Minister für öffentliche Arbeiten                                  | Cengiz Altınkaya                                              | ANAP                                | |
| Minister für Gesundheit und Sozialhilfe                            | Halil Şıngın                                                  | ANAP                                | |
| Minister für Landwirtschaft, Forsten und dörfliche Angelegenheiten | Lütfullah Kayalar                                             | ANAP                                | |
| Verkehrsminister                                                   | Cengiz Tuncer                                                 | ANAP                                | |
| Minister für Arbeit und soziale Sicherheit                         | İmren Aykut                                                   | ANAP                                | |
| Minister für Industrie und Handel                                  | Şükrü Yürür                                                   | ANAP                                | |
| Tourismusminister                                                  | İlhan Aküzüm                                                  | ANAP                                | |
| Kulturminister                                                     | Namık Kemal Zeybek                                            | AMAP                                | |
| Minister für Energie und natürliche Ressourcen                     | Fahrettin Kurt Togay Gemalmaz                                 | ANAP                                | 21. Dezember 1987 – 30. April 1991 30. April 1991 – 23. Juni 1991                                                                        |